# Tour CB21
La tour CB21  ancienne tour Gan (de 1974 à 2009) est un immeuble de bureaux propriété de la société Covivio situé au 16 place de l'Iris à Courbevoie dans le quartier d'affaires de La Défense près de Paris, en France. Cette tour a fait l'objet d'une restructuration de janvier 2009 à août 2010 et est principalement occupée par Suez et ses filiales. Le tiers inférieur de la tour étant occupé par diverses sociétés dont AIG, Groupon, Nokia, HERE, Informatica, Verizon, WANO Paris Centre et d'autres.

## Situation
Construite entre 1972 et 1974, elle mesure actuellement 180 m de haut au niveau du toit et 187 m avec les antennes. Il s'agit de la septième plus haute tour de La Défense, après les tours First, Majunga, Total, T1, Areva et Granite. Son plan prend la forme d'une croix grecque.

## Galerie

La tour GAN en octobre 2008.
Vue de plain-pied.
Décembre 2011
La face sud de la tour CB21 en Mai 2021.

## Polémique
Lors de sa construction en 1972, une campagne de protestation est mise en place, demandant la réduction de sa hauteur jugée trop élevée et trop voyante depuis Paris. Elle n'est pas suivie d'effet, du fait du soutien du président Georges Pompidou en faveur des grandes tours. Elle est finalement construite avec la hauteur prévue.

## Historique
- Entre 1972 et 1974 : construction
- Entre 1995 et 2001 : désamiantage
- En 2007 : rachat par la société Foncière des Régions pour 486 millions d'euros
- Le 5 août 2008 : obtention d'un permis de construire pour une surélévation de la tour et un agrandissement des plateaux[3]
- Début 2009 : abandon du projet de restructuration lourde en raison de la crise économique
- Fin 2009 : rénovation de la tour et mise aux normes grâce notamment à un remplacement des surfaces vitrées des façades, du système de climatisation et du système d'éclairage. Obtention du label HQE Exploitation ; la tour est ainsi la première à obtenir ce label. Obtention du label Bream.
- En 2010 : location de la tour par la société Suez Environnement et ses filiales (qui occupent les 2/3 de la tour) Degrémont, Lyonnaise des Eaux, Ondeo, Ozonia, Sita. L'enseigne Suez-Environnement a été posée sur la tour en automne 2010[4],[5].